# Mini Clubman
Der Mini Clubman ist der Kombi der Automobilmarke Mini von BMW. Die erste Generation des Fahrzeugs wurde 2007 vorgestellt, die zweite Generation 2014. Bei dem Fahrzeug wurde mit einem Retrodesign ein Bezug zum ursprünglichen Mini hergestellt. Die Produktion endete 2024 ohne Nachfolgemodell.

## Vorgeschichte: 1969 bis 1981

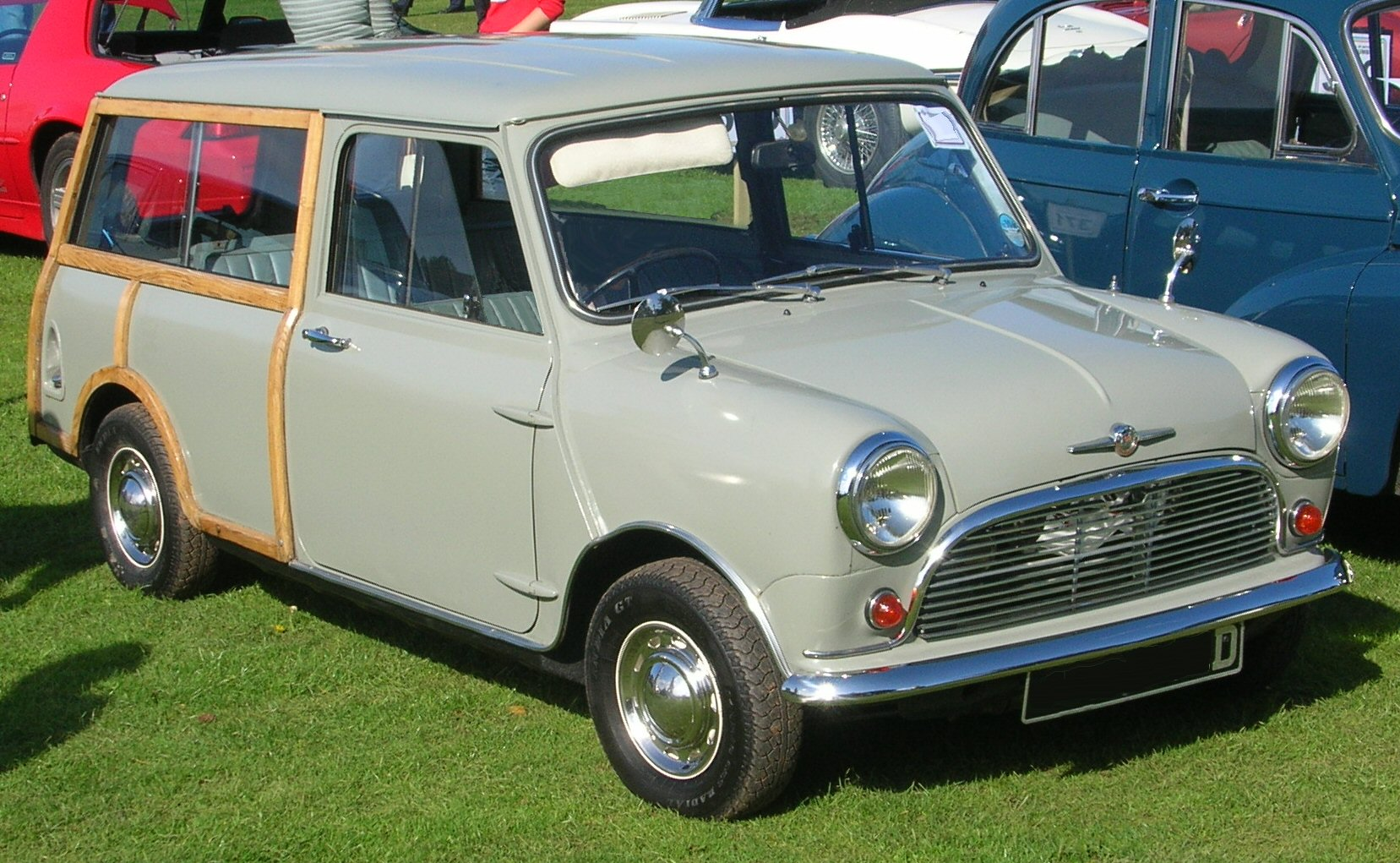
Morris Mini Minor Traveller (1966)

Die Verwendung der Bezeichnung Clubman für den Kombinationskraftwagen ist eine Abkehr von der Mini-Tradition. Unter Clubman verstand man ursprünglich eine Faceliftvariante des klassischen Mini. Die Kombimodelle wurden einst Traveller oder Countryman genannt.
Ab 1969 gab es diesen Mini Clubman mit im Vergleich zur Standardversion längerem Motorraum und „eckiger“ Front, der die teureren Rileys und Wolseleys ablöste und 1980 durch den Mini Metro ersetzt wurde. Die neue Form stammte von Roy Haynes. Den Clubman gab es nur als Limousine mit kurzem Radstand und Kombi mit langem Radstand.
Die Versionen mit langem Radstand (der Kombi mit hinterer Sitzbank und Seitenscheiben, die zweisitzigen Mini Van ohne hintere Seitenfenster und der Pickup) wurden bis 1981 produziert und hatten immer die außenliegenden Türscharniere der MK-I-/MK-II-Reihe. Der Clubman Estate hingegen (Kombi mit hinteren Seitenfenstern und eckiger Front) hatte innenliegende Türscharniere und Kurbelfenster, wie sie gleichzeitig für die Limousinen der MK-III-Reihe eingeführt wurden.
Der Mini Clubman Estate hat nicht nur eine andere Frontmaske als der Kombi, er unterscheidet sich noch in anderen Punkten vom Van/Pickup.

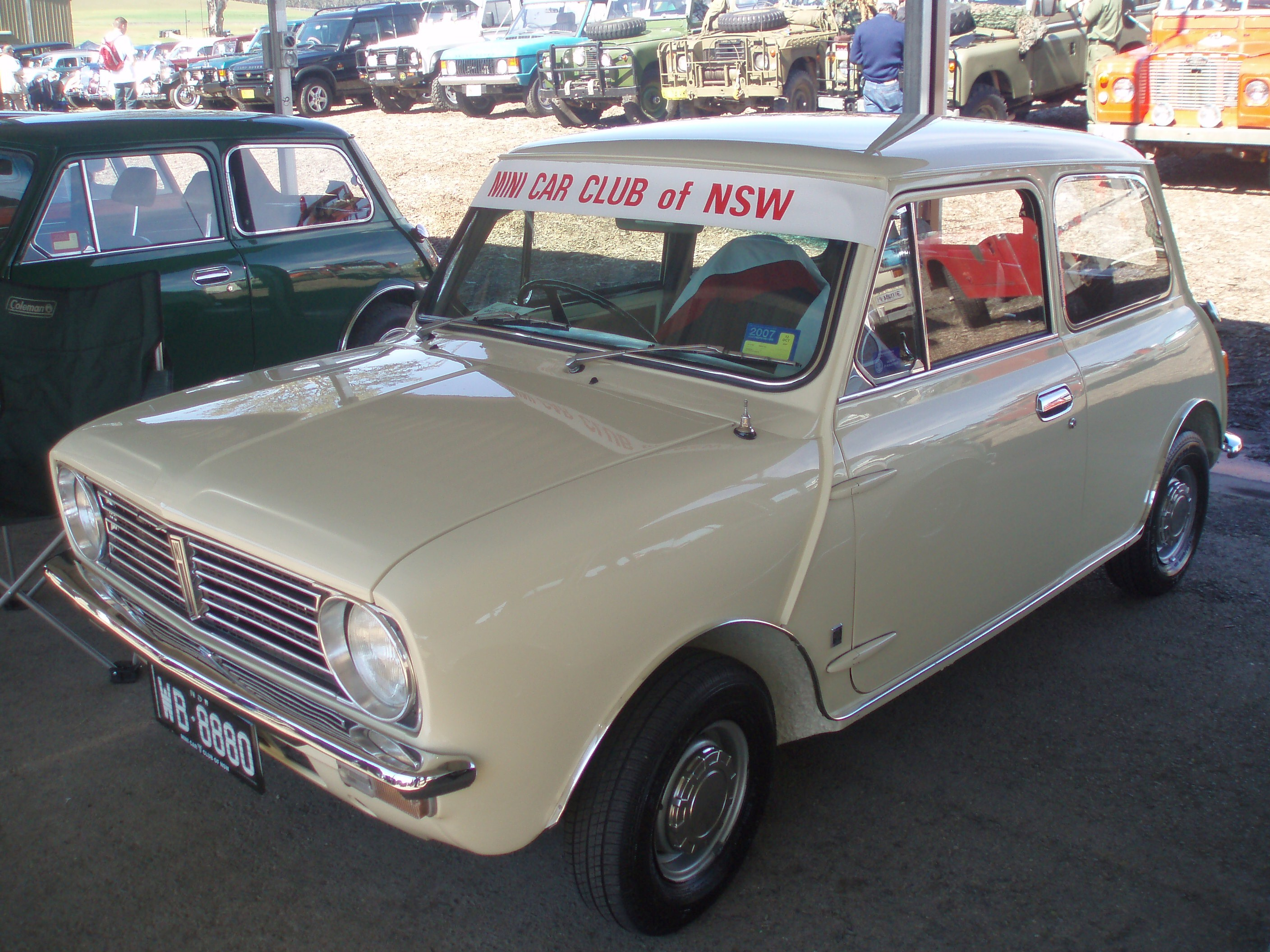
Leyland Mini Clubman (1974)
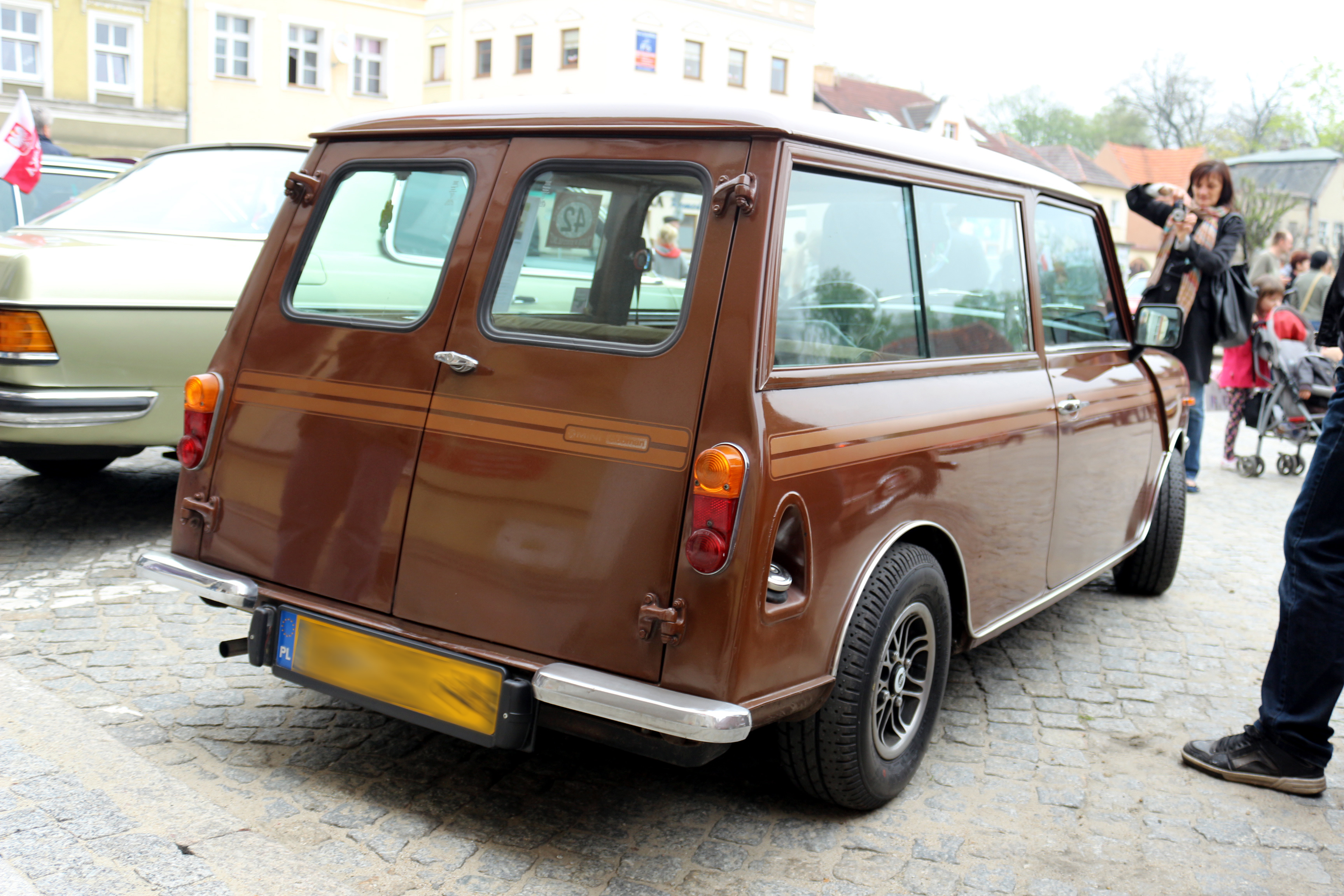
Mini Clubman (1978)
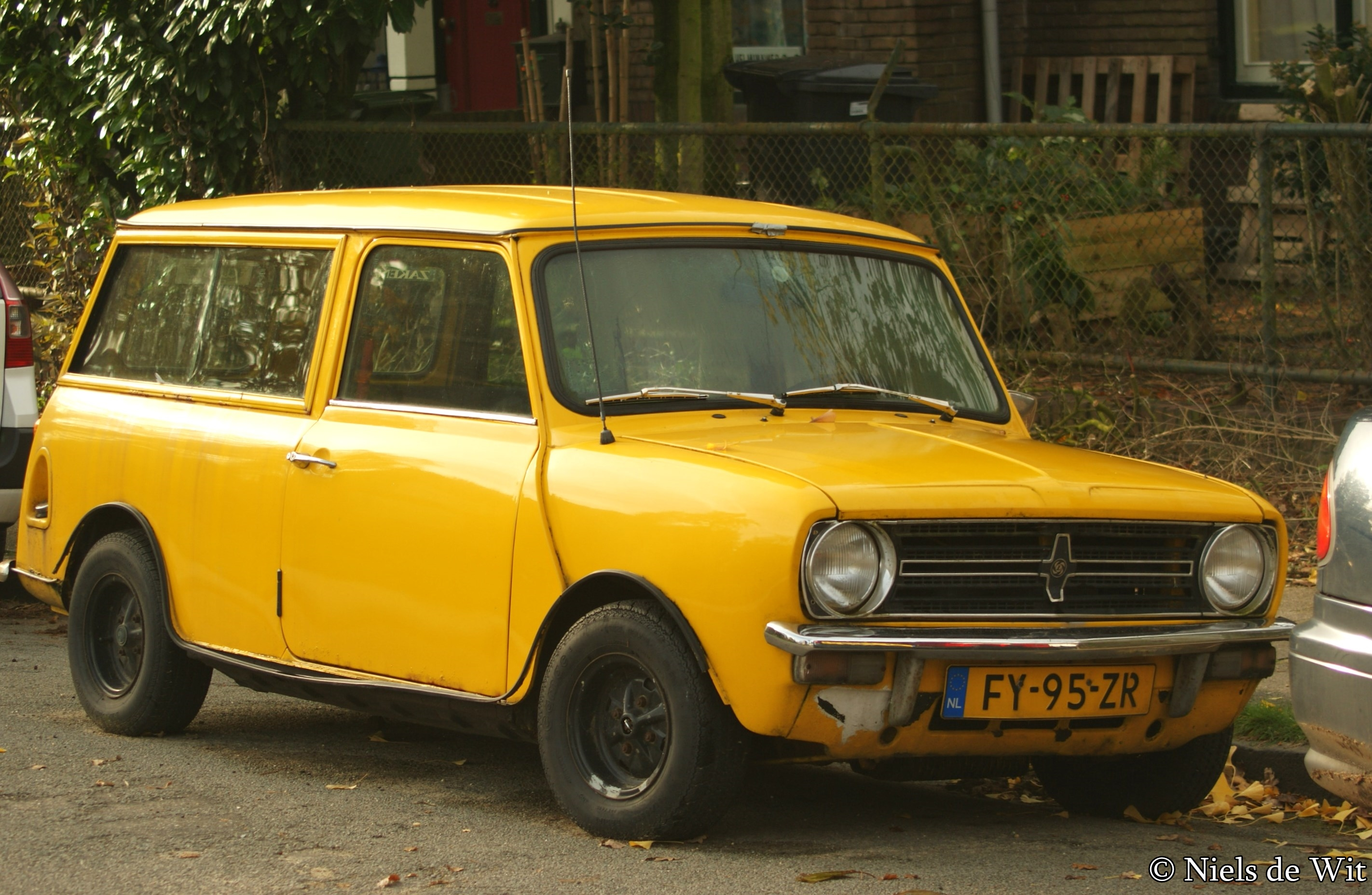
Mini Clubman Break (1980)
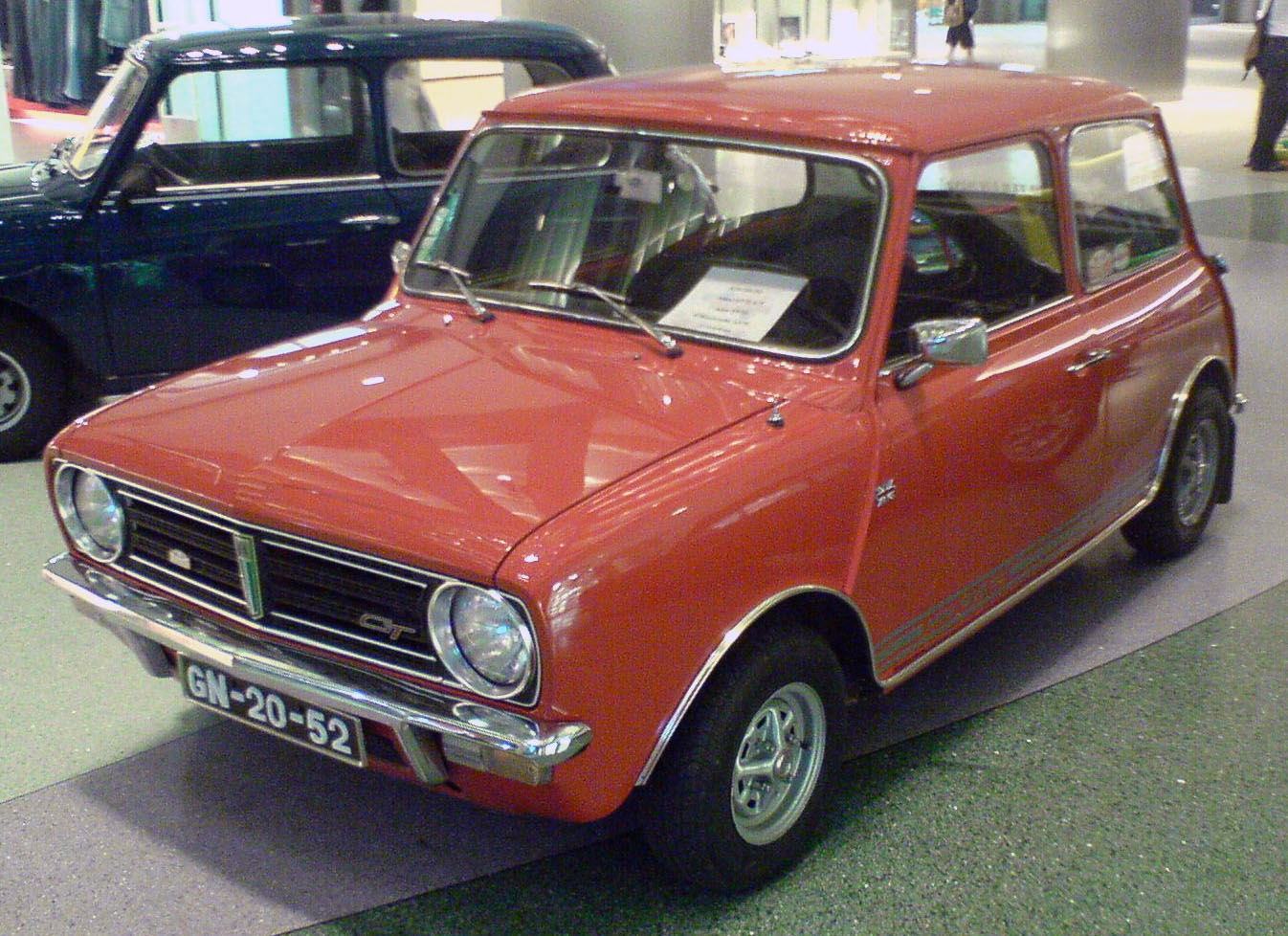
Mini Clubman 1275 GT

## Fahrzeuge von Mini (BMW Group), 2007–2024
Die erste Generation der Neuauflage des unter der Federführung von BMW entwickelten Mini Clubman wurde 2007 vorgestellt. Das Fahrzeug leitete sich vom Basismodell ab und war verlängert. Die zweite Generation des Clubman wurde 2015 in den Markt eingeführt.

### Die 1. Generation (R55), 2007–2014
Die erste Generation des Clubman zählt zur Fahrzeugklasse der Kleinwagen. Eine erste Studie zeigte BMW schon 2005 auf der IAA. Das Design entstand unter Gert Volker Hildebrand. Besonders auffällig sind die beiden Hecktüren. Für den Zustieg in den Fond ist lediglich auf der rechten Fahrzeugseite eine Tür vorhanden, die nach hinten geöffnet wird. Das Fahrzeug wurde im Vergleich zum Hauptmodell des Mini um 24 cm verlängert. Der Name Clubman ist eine neue Bezeichnung von Mini für das Kombimodell. Traditionell wurde Traveller oder Countryman einst für diese Fahrzeuge benutzt. Wie beim Basismodell konnte der Clubman als One, Cooper, Cooper D, Cooper SD, Cooper S oder John Cooper Works (JCW) geordert werden. Die Fahrzeuge waren wahlweise mit einer 6-Gang-Handschaltung oder mit einer 6-Stufen-Automatikschaltung erhältlich.

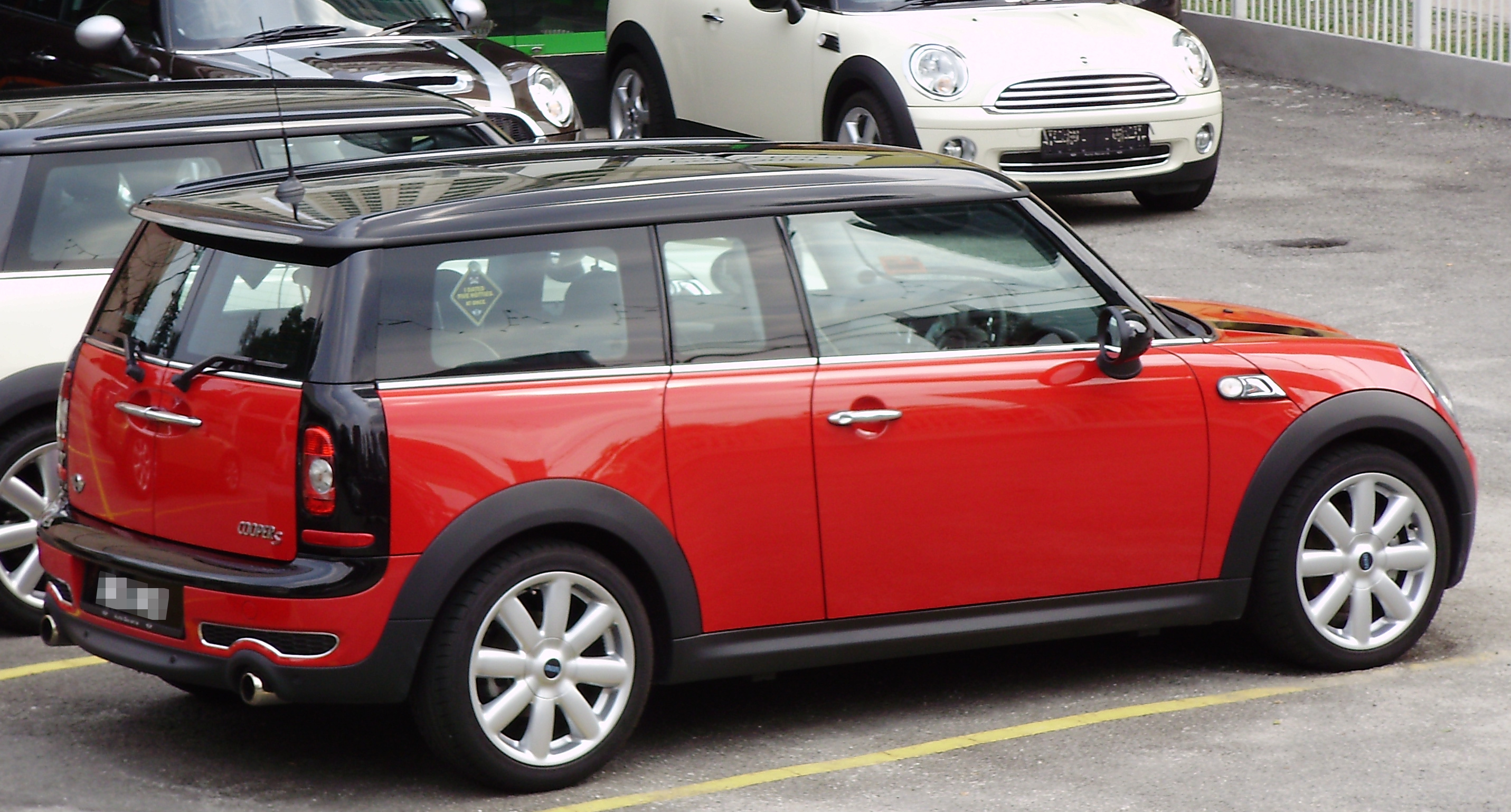
Mini Clubman Seitenansicht
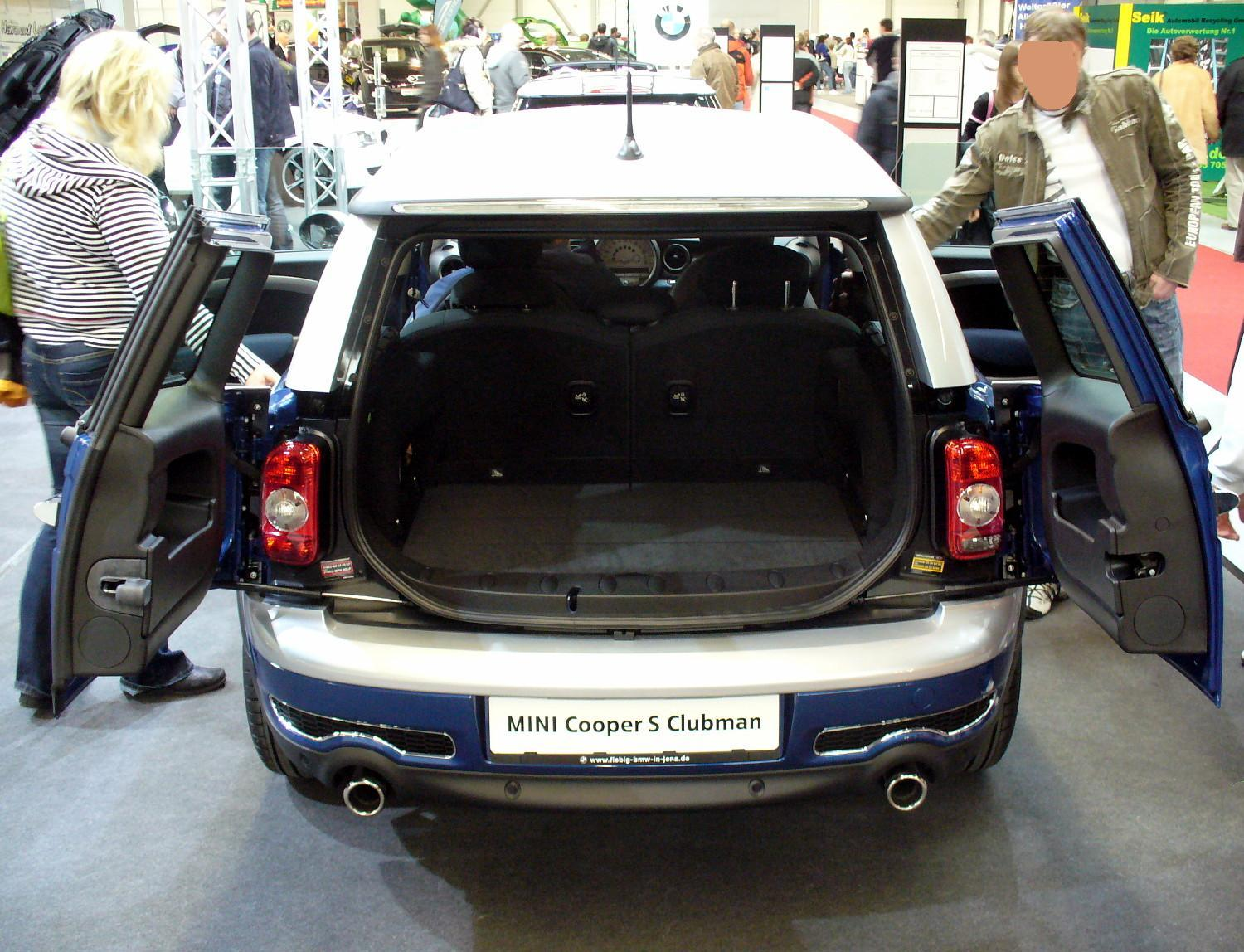
Mini Clubman Hecktüren
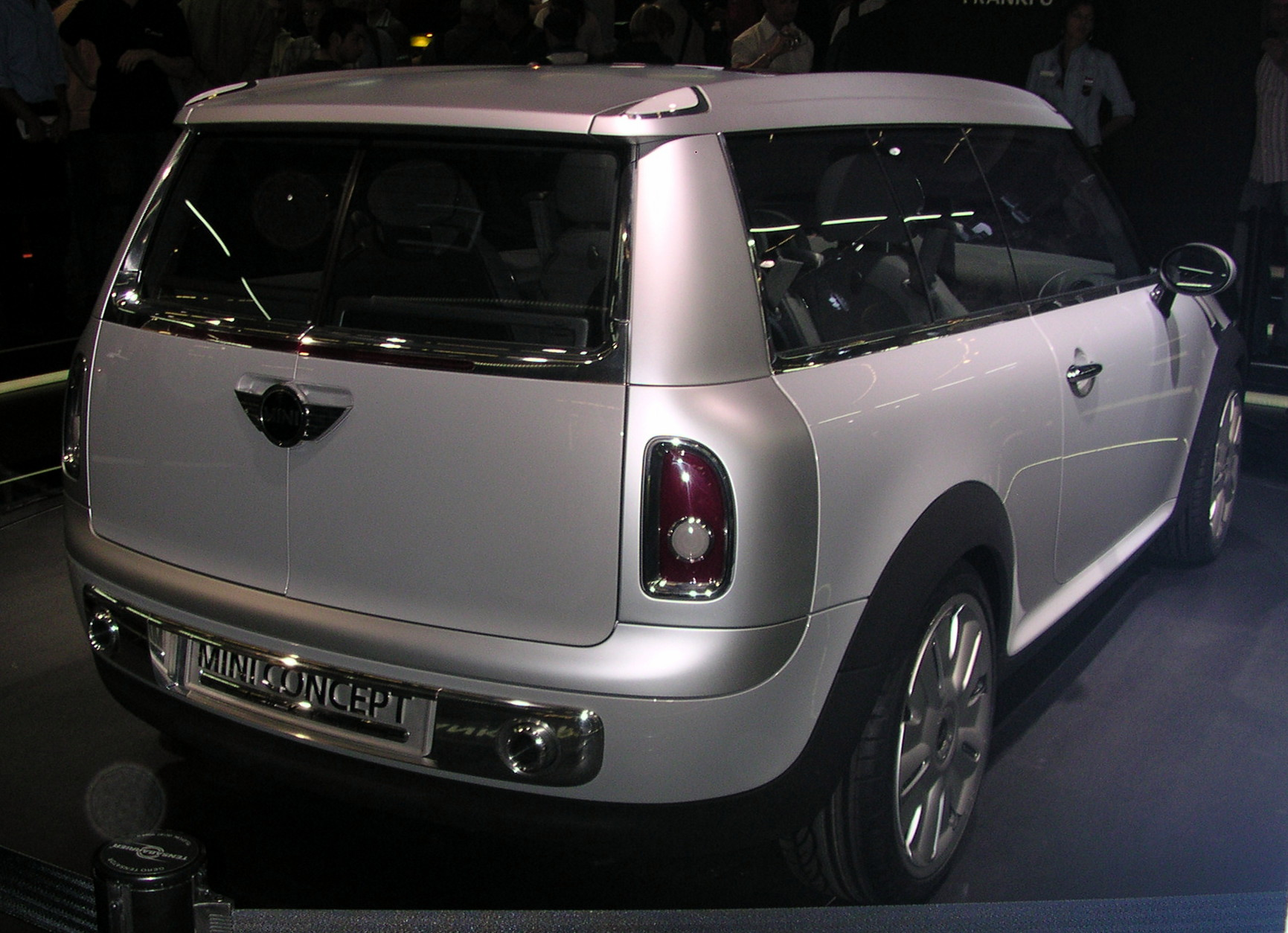
Mini Concept 2005, IAA
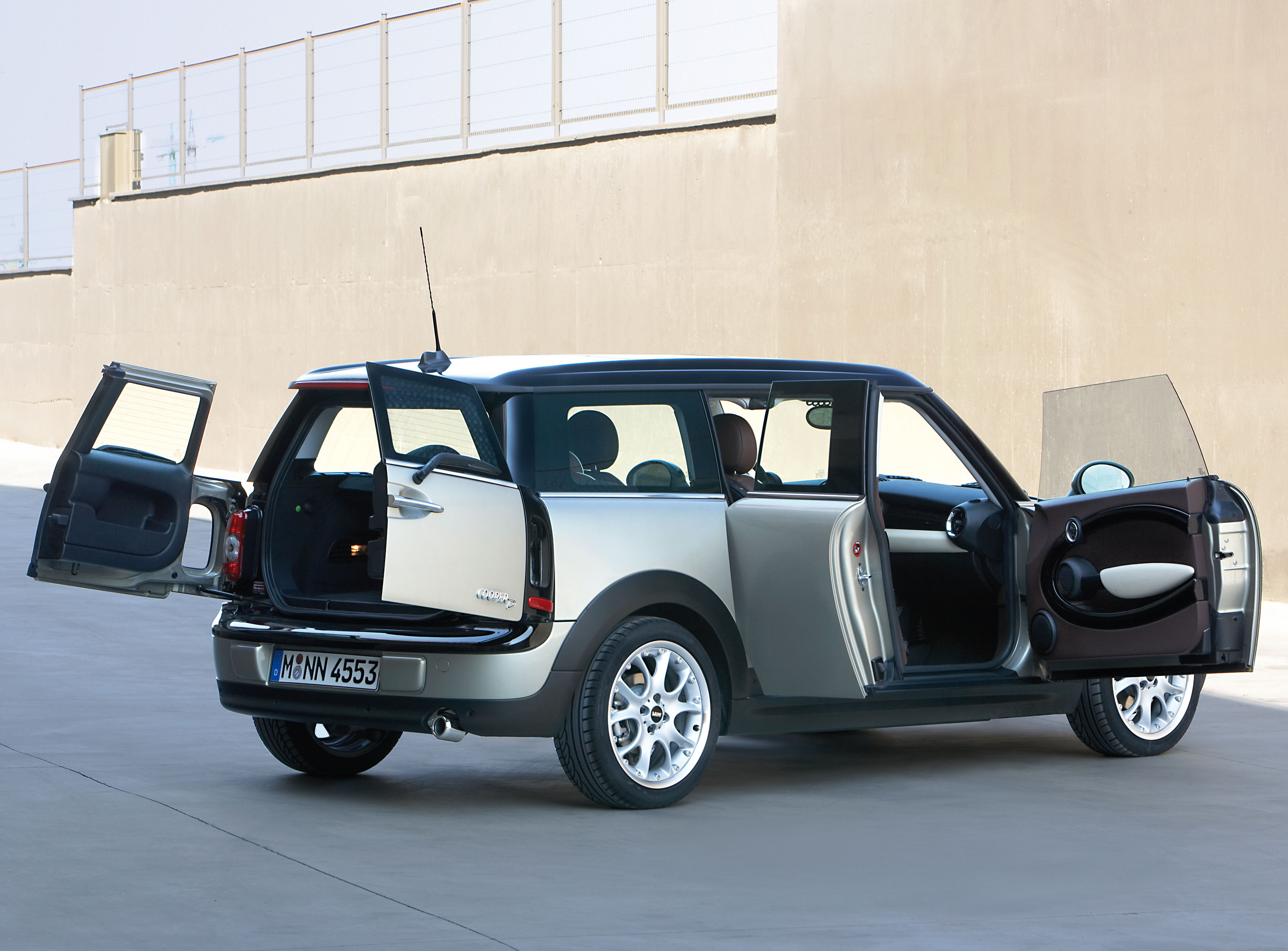
Portaltür auf Beifahrerseite und zweiflügelige Hecktür

#### Technische Daten (R55)
| Technische Daten                 | Mini One Clubman       | Mini One Clubman       | Mini Cooper Clubman     | Mini Cooper Clubman     | Mini One D Clubman                       | Mini Cooper D Clubman                    | Mini Cooper D Clubman                    | Mini Cooper D Clubman                    | Mini Cooper SD Clubman                   | Mini Cooper S Clubman               | Mini Cooper S Clubman    | Mini John Cooper Works              | Mini John Cooper Works |
| -------------------------------- | ---------------------- | ---------------------- | ----------------------- | ----------------------- | ---------------------------------------- | ---------------------------------------- | ---------------------------------------- | ---------------------------------------- | ---------------------------------------- | ----------------------------------- | ------------------------ | ----------------------------------- | ---------------------- |
| Bauzeitraum                      | 2009–2010              | 2010–2014              | 2007–2010               | 2010–2014               | 2010–2014                                | 2010–2014                                | 2007–2010                                | 2010–2014                                | 2011–2014                                | 2007–2010                           | 2010–2014                | 2008–2012                           |                        |
| Motor                            | Ottomotor              | Ottomotor              | Ottomotor               | Ottomotor               | Dieselmotor mit Common-Rail-Einspritzung | Dieselmotor mit Common-Rail-Einspritzung | Dieselmotor mit Common-Rail-Einspritzung | Dieselmotor mit Common-Rail-Einspritzung | Dieselmotor mit Common-Rail-Einspritzung | Ottomotor                           | Ottomotor                | Ottomotor                           |                        |
| Zylinder/Ventile                 | 4/16                   | 4/16                   | 4/16                    | 4/16                    | 4/16                                     | 4/16                                     | 4/16                                     | 4/16                                     | 4/16                                     | 4/16                                | 4/16                     | 4/16                                |                        |
| Hubraum                          | 1397 cm³               | 1598 cm³               | 1598 cm³                | 1598 cm³                | 1598 cm³                                 | 1598 cm³                                 | 1560 cm³                                 | 1598 cm³ [1995 cm³]                      | 1995 cm³                                 | 1598 cm³                            | 1598 cm³                 | 1598 cm³                            |                        |
| Aufladung                        | –                      | –                      | –                       | –                       | Abgasturbolader                          | Abgasturbolader                          | Abgasturbolader                          | Abgasturbolader                          | Abgasturbolader                          | Abgasturbolader                     | Abgasturbolader          | Abgasturbolader                     |                        |
| Leistung bei min−1               | 70 kW (95 PS) bei 6000 | 72 kW (98 PS) bei 6000 | 88 kW (120 PS) bei 6000 | 90 kW (122 PS) bei 6000 | 66 kW (90 PS) bei 4000                   | 66 kW (90 PS) bei 4000                   | 80 kW (109 PS) bei 4000                  | 82 kW (112 PS) bei 4000                  | 105 kW (143 PS) bei 4000                 | 128 kW (174 PS) bei 5500            | 135 kW (184 PS) bei 5500 | 155 kW (211 PS) bei 6000            |                        |
| Drehmoment bei min−1             | 140 Nm bei 4000        | 153 Nm bei 3000        | 160 Nm bei 4250         | 160 Nm bei 4250         | 215 Nm bei 1750–2000                     | 215 Nm bei 1750–2000                     | 240 Nm bei 1750–2000                     | 270 Nm bei 1750–2250                     | 305 Nm bei 1750–2700                     | 240 Nm bei 1600–5000                | 240 Nm bei 1600–5000     | 260 (280)² Nm bei 1850–5600         |                        |
| Beschleunigung 0–100 km/h in s   | 11,6 [13,3]            | 11,1 [12,8]            | 9,8 [10,9]              | 9,8 [10,9]              | 11,8                                     | 11,8                                     | 10,4 [10,9]                              | 10,2 [10,6]                              | 8,6 [8,8]                                | 7,6 [7,8]                           | 7,5 [7,7]                | 6,8                                 |                        |
| Höchstgeschwindigkeit in km/h    | 183 [178]              | 185 [179]              | 201 [195]               | 201 [195]               | 182                                      | 182                                      | 193 [188]                                | 197 [192]                                | 215 [205]                                | 224 [219]                           | 227 [222]                | 238                                 |                        |
| Verbrauch in l/100 km (ges.)     | 5,4 [6,6]              | 5,5 [6,5]              | 5,5 [6,6]               | 5,5 [6,5]               | 3,9                                      | 3,9                                      | 4,1 [5,1]                                | 3,9 [5,2]                                | 4,4 [5,3]                                | 6,3 [7,0]                           | 5,9 [6,4]                | 7,2                                 |                        |
| CO2-Emission in g/km             | 130 [158]              | 129 [152]              | 132 [159]               | 129 [152]               | 103                                      | 103                                      | 109 [136]                                | 103 [138]                                | 114 [139]                                | 150 [168]                           | 137 [150]                | 167                                 |                        |
| Leergewicht in kg                | 1215 [1255]            | 1215 [1255]            | 1220 [1260]             | 1220 [1260]             | 1260                                     | 1260                                     | 1250 [1280]                              | 1260 [1290]                              | 1235 [1255]                              | 1280 [1305]                         | 1280 [1305]              | 1280                                |                        |
| Tankinhalt in Liter              | 40                     | 40                     | 40                      | 40                      | 40                                       | 40                                       | 40                                       | 40                                       | 40                                       | 50                                  | 50                       | 50                                  |                        |
| Abgasnorm nach EU-Klassifikation | Euro 4                 | Euro 5                 | Euro 4                  | Euro 5                  | Euro 5                                   | Euro 5                                   | Euro 4                                   | Euro 5                                   | Euro 5                                   | anfangs Euro 4, ab Ende 2009 Euro 5 | Euro 5                   | anfangs Euro 4, ab Ende 2009 Euro 5 |                        |

- Werte in [] gelten für Fahrzeuge mit 6-Stufen-Automatikgetriebe Steptronic.
- ² Mit Overboost-Funktion.

### Die 2. Generation (F54), 2015–2024
| Sterne im Euro-NCAP-Crashtest (2015) | 4 Sterne im Euro-NCAP-Crashtest |

Die zweite Generation wurde im Jahr 2013 angekündigt und auf dem Genfer Auto-Salon 2014 erstmals vorgestellt. Neben den beiden Hecktüren hat das Fahrzeug nun auch zwei vollwertige hintere Einstiegstüren. Die Fahrzeuglänge beträgt 4253 Millimeter. Bis zur Einführung der zweiten Generation des Mini Countryman war das Fahrzeug damit das größte Produkt im Mini-Angebot. In den Hecktüren werden große waagerechte Rückleuchten mit einem von den anderen Karosserievarianten abweichendem Lichtdesign verwendet.
Auch im Clubman wurden Motoren aus dem neuen BMW-Baukasten verbaut, das heißt, es gibt auch Reihen-Dreizylinderotto- und -dieselmotoren, die alle die EU6-Abgasnorm erfüllen.

#### Modellpflege ab 2019
Auf der Shanghai Auto Show im April 2019 wurde ein Facelift vorgestellt. Für den intelligenten Notruf ist eine SIM-Karte fest verbaut, so dass der Clubman immer online ist; bei der Ausstattung Connected-Navigation werden Karten-Updates automatisch übertragen. Radio mit Bluetooth, USB-Anschluss und 6,5-Zoll-Farbdisplay ist serienmäßig. Weiter können mit einem Smartphone die Türen verriegelt und Lichthupe, Hupe, Lüftung bedient sowie die Position des Wagens und sein Tankinhalt angezeigt werden.
Der Kühlergrill ist nun ohne Spange ausgeführt. LED-Rücklichter haben auf Wunsch Union-Jack-Design.
Ab Februar 2022 wurde eine Untold Edition in einem eigenen Grün-Farbon (Sage Green metallic) mit eigener Front- und Heckschürze angeboten. Die Einfassungen am unteren Abschluss der Karosserie haben einen dunklen Grünfarbton. Außerdem hat die Edition 18 Zoll große Leichtmetallräder Untold Spoke mit Bicolor-Oberflächen in schwarz und Kupfer.
Anlässlich des bevorstehenden Produktionsendes wurde im März 2023 eine auf 1969 Exemplare limitierte Final Edition auf Basis des Cooper S vorgestellt. In dieser Anzahl wird das Einführungsjahr des ersten Clubman widergespiegelt. Die Fahrzeuge haben eine besondere Ausstattung, unter anderem Elemente in Shimmer Copper am Kühlergrill und zweifarbige 18 Zoll-Räder, sowie alle den 131 kW-Motor. Der letzte Clubman lief Anfang Februar 2024 vom Band.

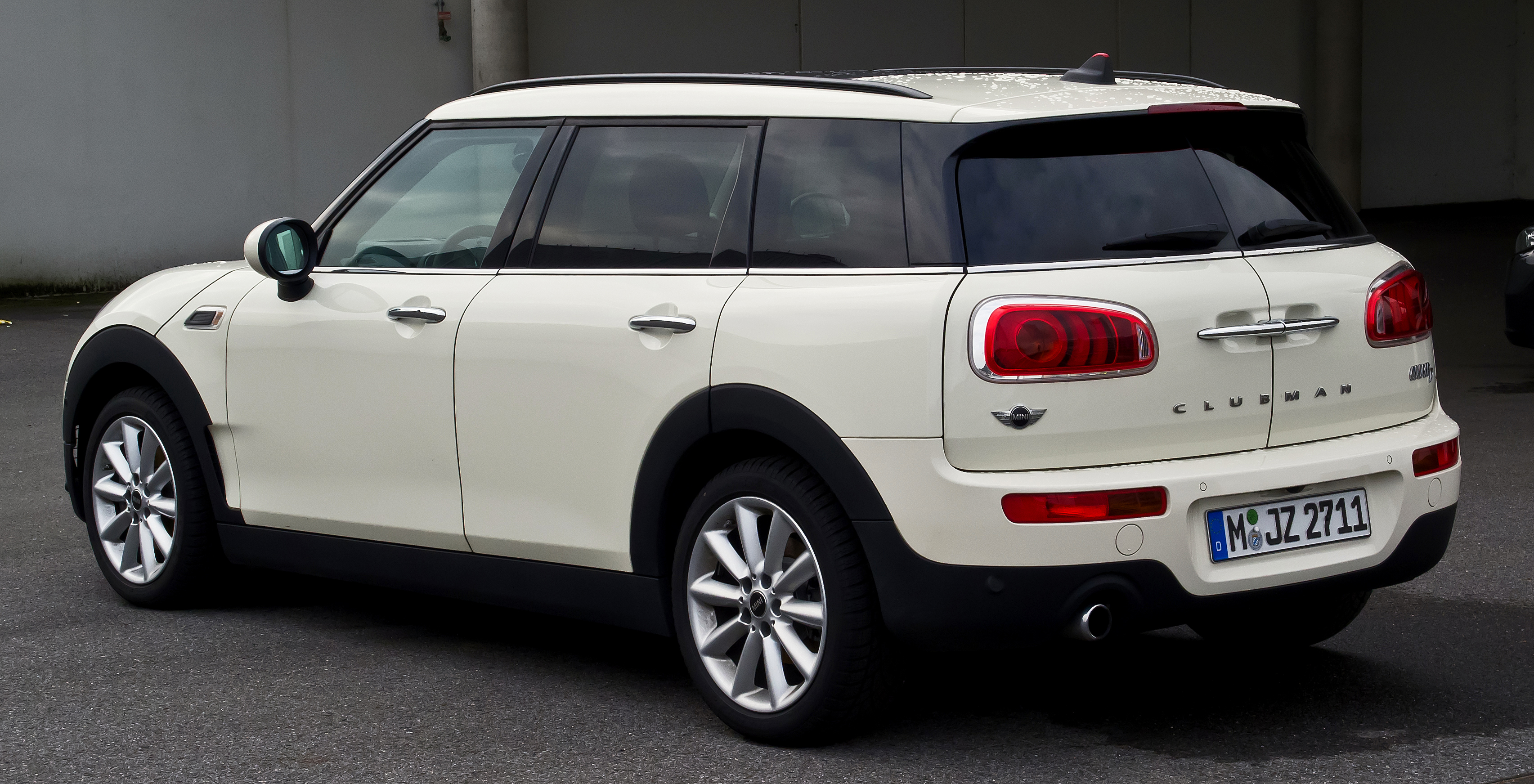
Mini Clubman Heck-Seitenansicht
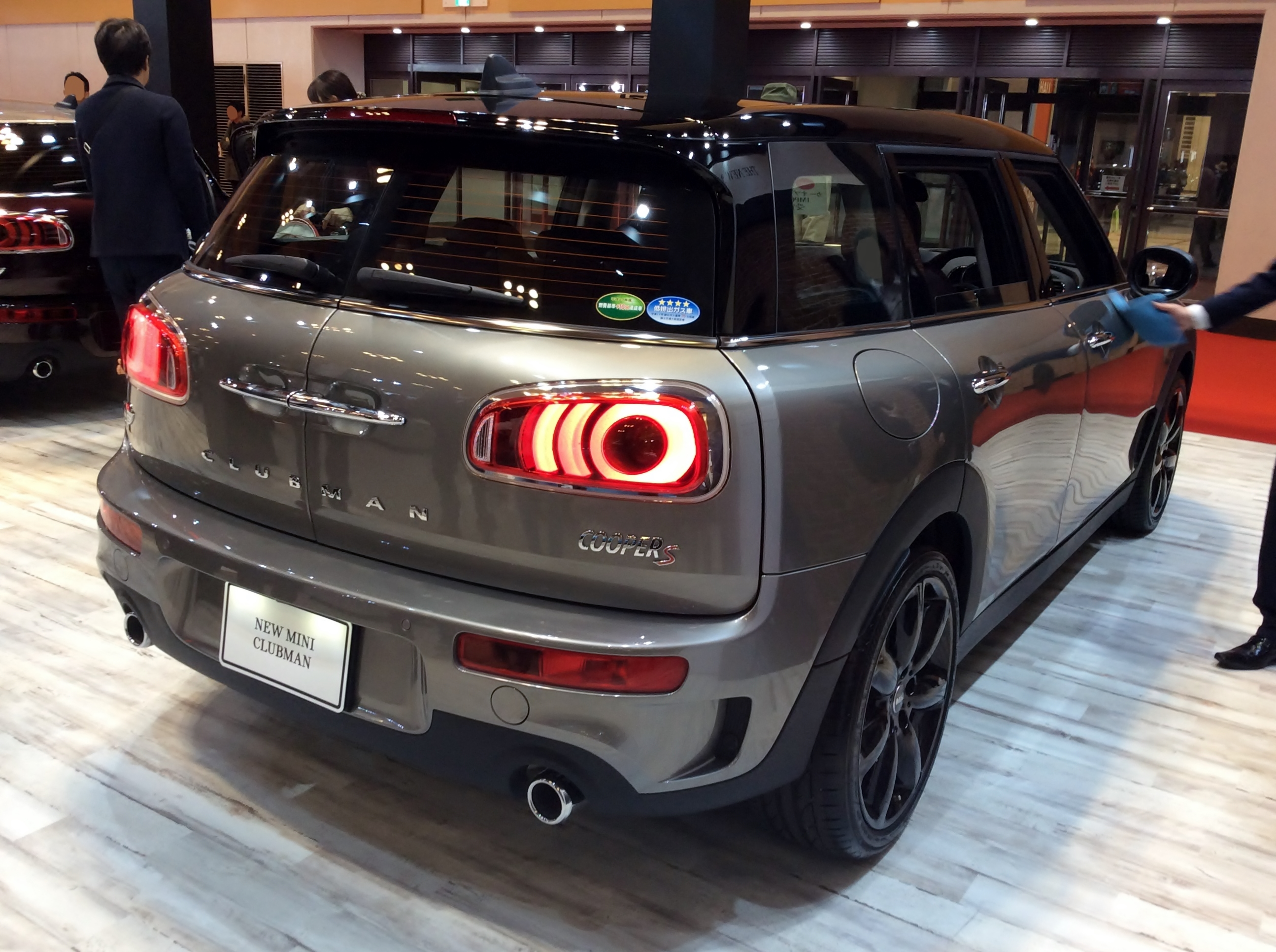
Heckansicht-Leuchtendesign in LED-Technik
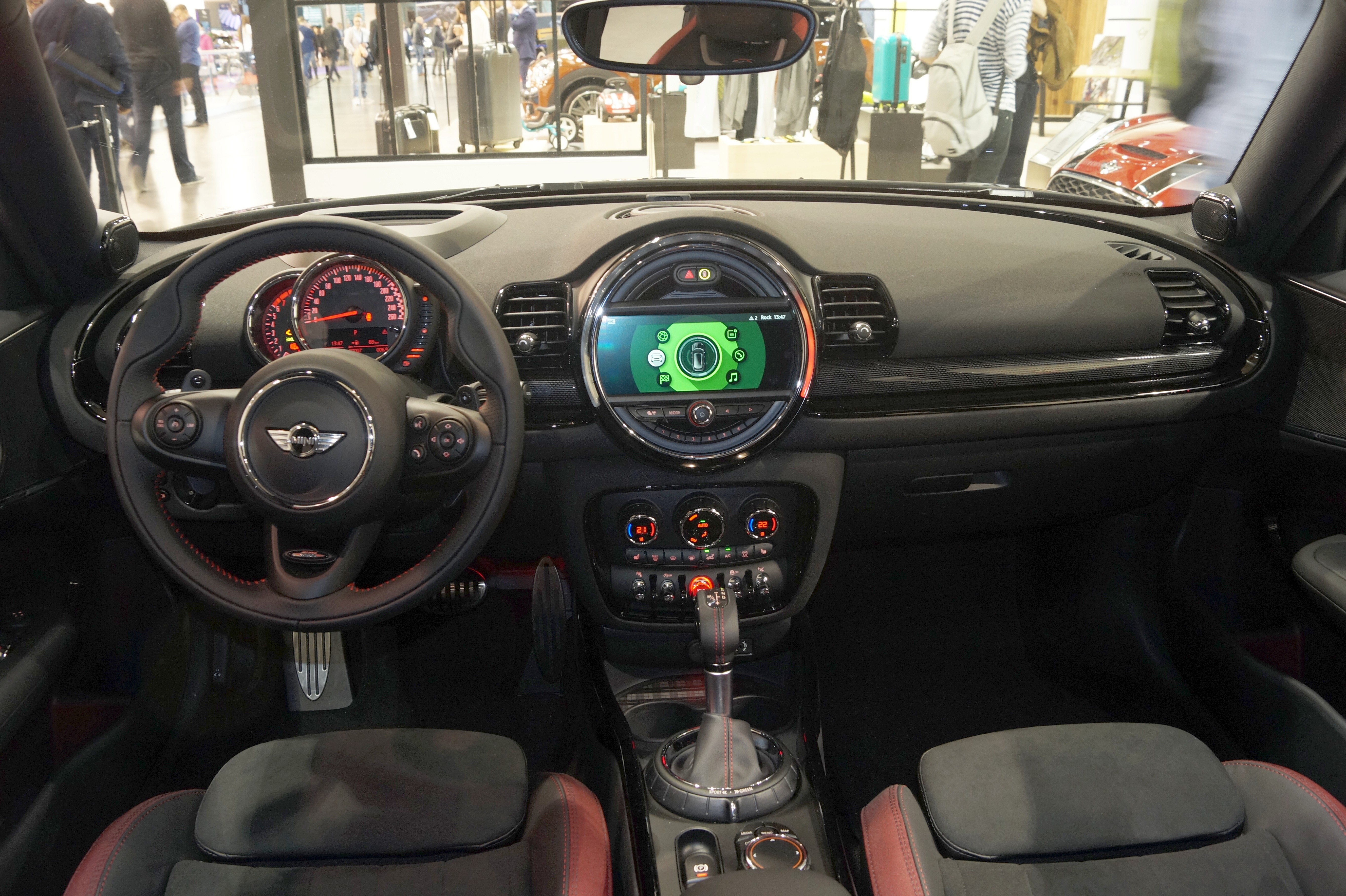
Innenraum
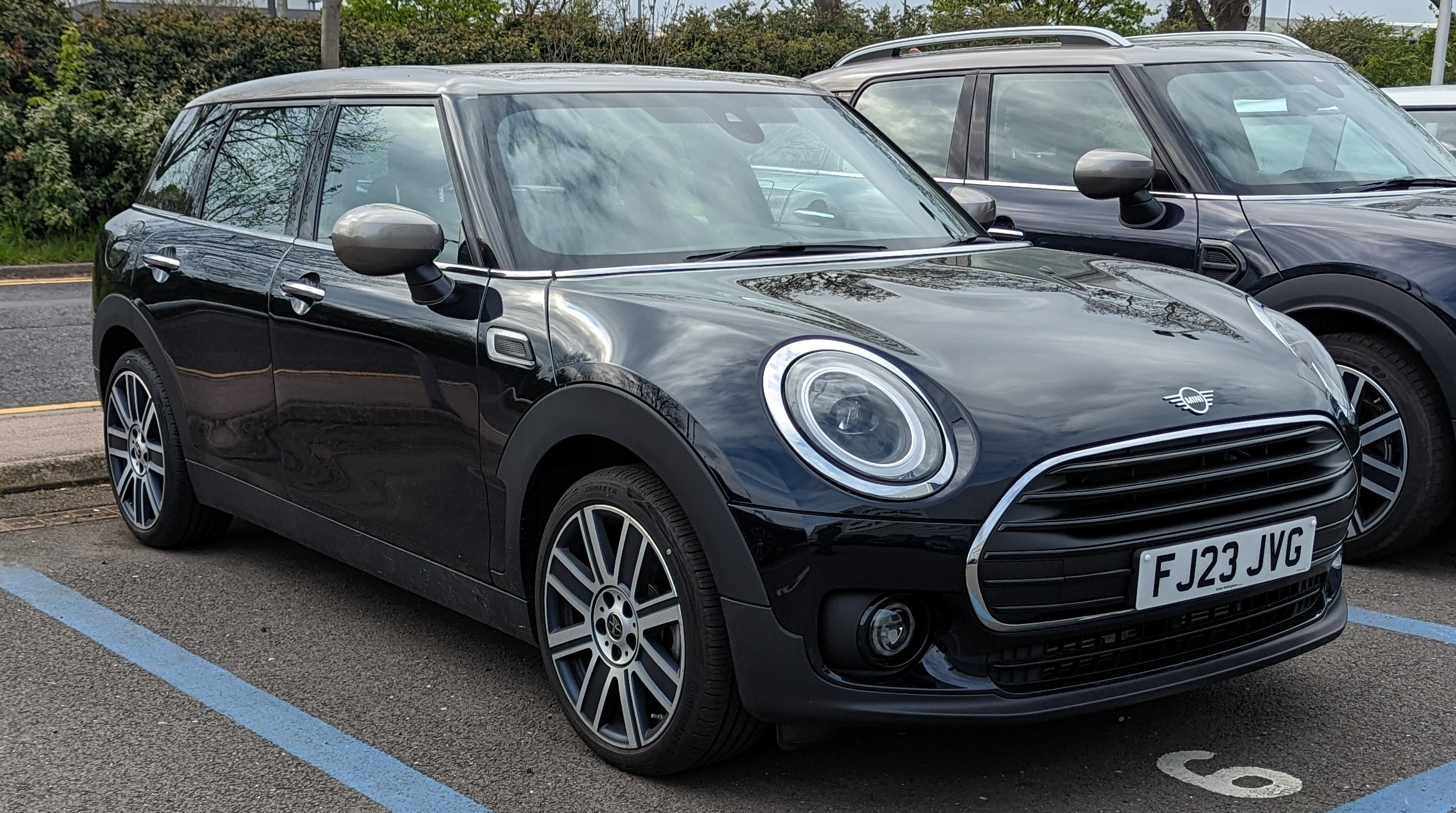
Mini Clubman (2019–2024)
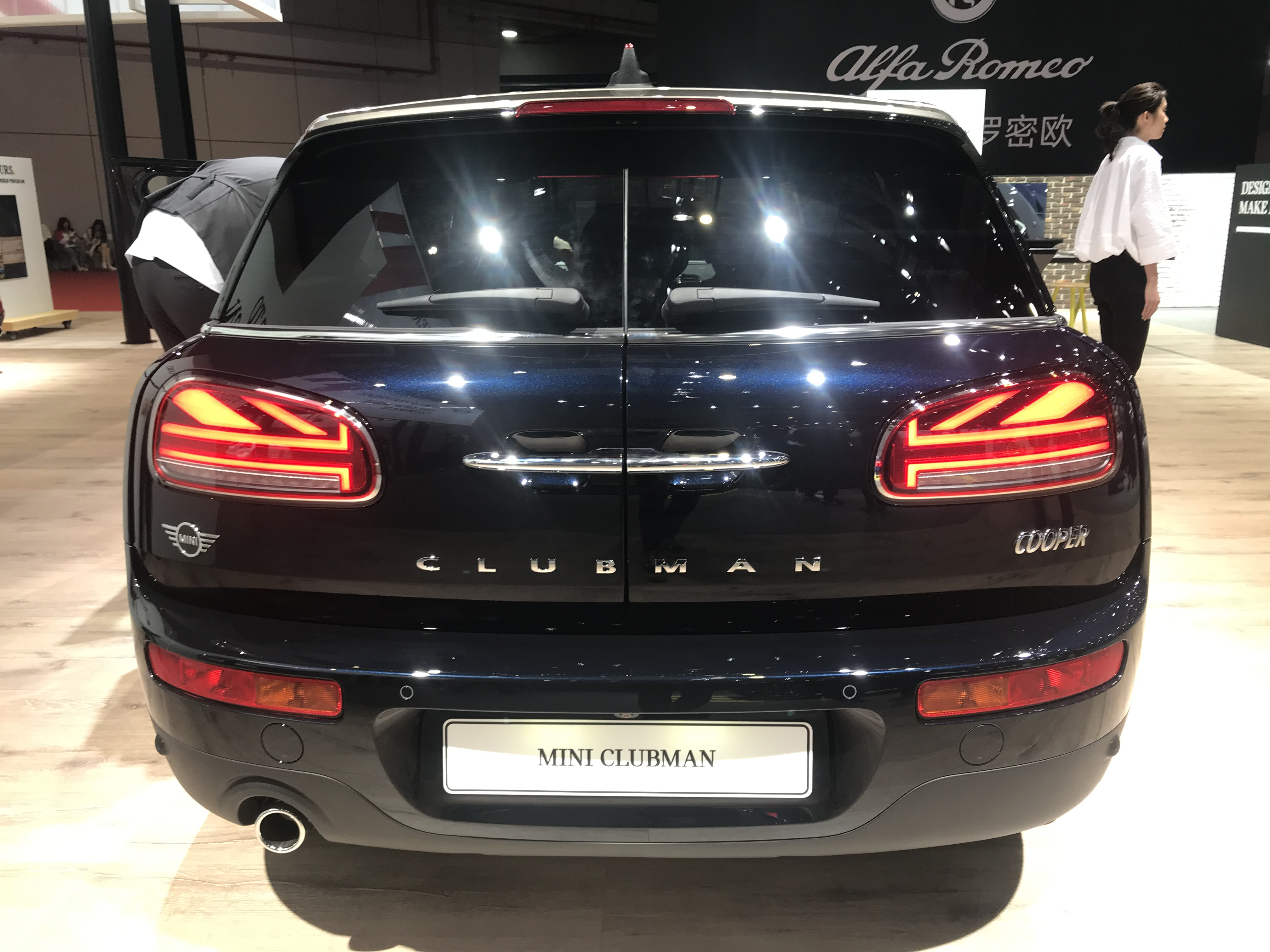
Heckleuchtendesign in LED-Technik auf Wunsch (2019)
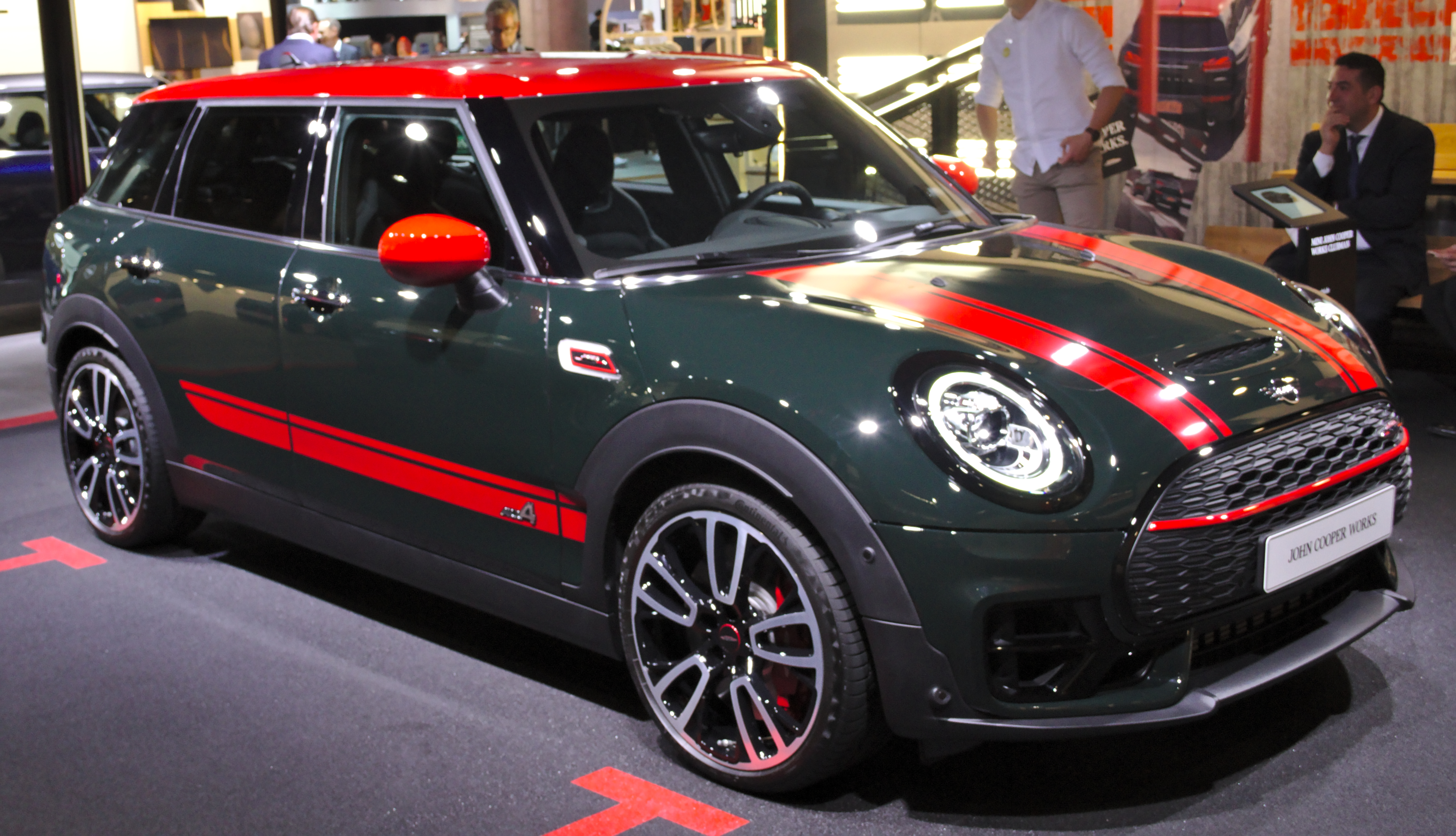
Mini Clubman John Cooper Works (2019–2024)
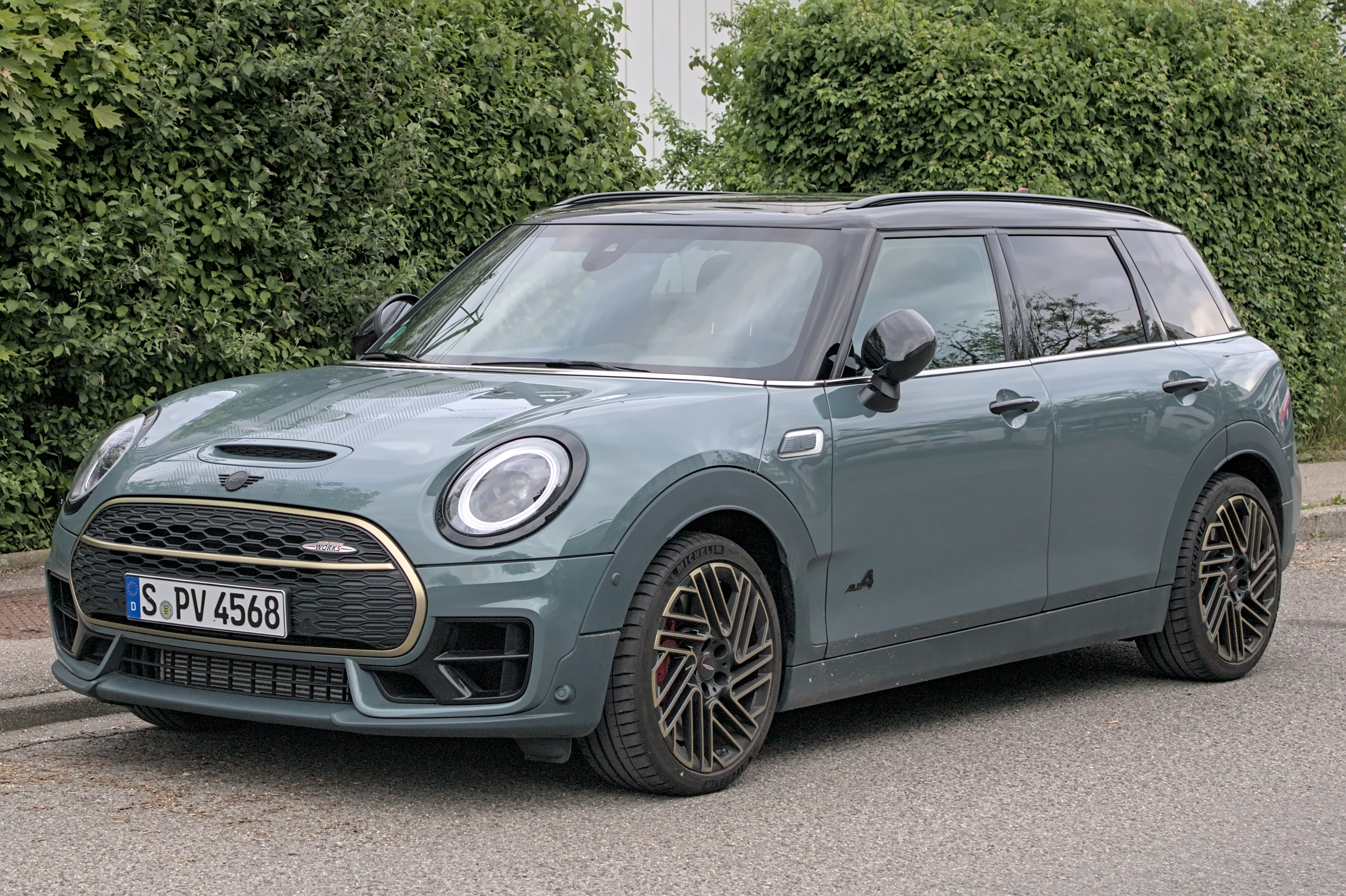
Mini Clubman Untold Edition (2022)
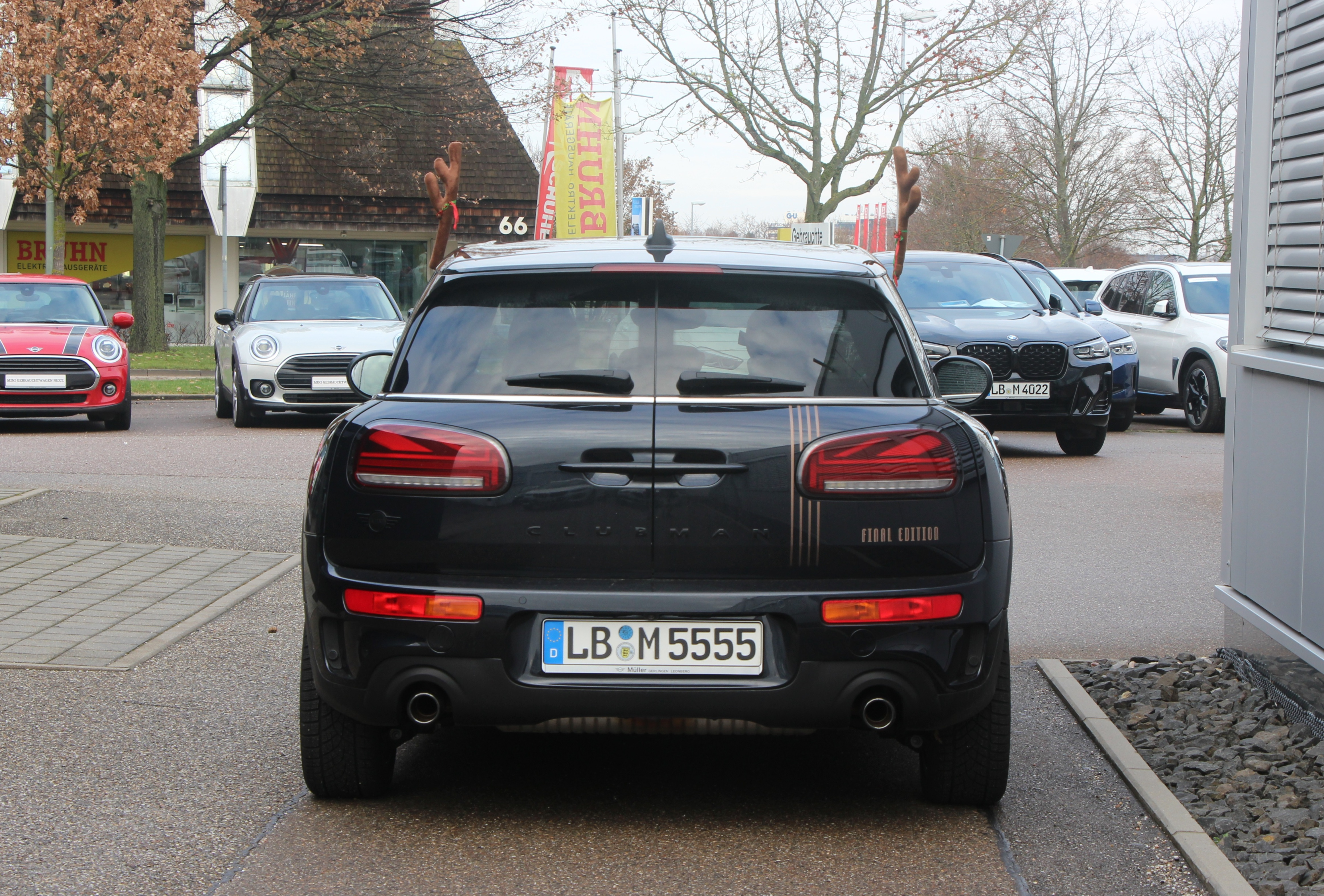
Mini Clubman Final Edition (2023)

#### Technische Daten (F54)

##### Ottomotoren
| Technische Daten                           | Mini One Clubman             | Mini One Clubman             | Mini One Clubman               | Mini Cooper Clubman           | Mini Cooper Clubman           | Mini Cooper Clubman            | Mini Cooper S Clubman          | Mini Cooper S Clubman ALL4    | Mini Cooper S Clubman                         | Mini Cooper S Clubman         | Mini Cooper S Clubman ALL4                    | Mini Cooper S Clubman ALL4    | Mini John Cooper Works Clubman ALL4 | Mini John Cooper Works Clubman ALL4 | Mini John Cooper Works Clubman ALL4 |
| ------------------------------------------ | ---------------------------- | ---------------------------- | ------------------------------ | ----------------------------- | ----------------------------- | ------------------------------ | ------------------------------ | ----------------------------- | --------------------------------------------- | ----------------------------- | --------------------------------------------- | ----------------------------- | ----------------------------------- | ----------------------------------- | ----------------------------------- |
| Bauzeitraum                                | 10/2015–06/2018              | 07/2018–11/2020              | 11/2020–07/2022                | 10/2015–06/2018               | 07/2018–11/2020               | 11/2020–02/2024                | 11/2020–02/2024                | 11/2020–07/2022               | 10/2015–06/2018                               | 07/2018–11/2020               | 10/2015–06/2018                               | 03/2019–11/2020               | 12/2016–05/2018                     | 05/2019–11/2020                     | 11/2020–02/2024                     |
| Motor                                      | Ottomotor                    | Ottomotor                    | Ottomotor                      | Ottomotor                     | Ottomotor                     | Ottomotor                      | Ottomotor                      | Ottomotor                     | Ottomotor                                     | Ottomotor                     | Ottomotor                                     | Ottomotor                     | Ottomotor                           | Ottomotor                           | Ottomotor                           |
| Zylinder/Ventile                           | 3/12                         | 3/12                         | 3/12                           | 3/12                          | 3/12                          | 3/12                           | 4/16                           | 4/16                          | 4/16                                          | 4/16                          | 4/16                                          | 4/16                          | 4/16                                | 4/16                                | 4/16                                |
| Hubraum                                    | 1499 cm³                     | 1499 cm³                     | 1499 cm³                       | 1499 cm³                      | 1499 cm³                      | 1499 cm³                       | 1998 cm³                       | 1998 cm³                      | 1998 cm³                                      | 1998 cm³                      | 1998 cm³                                      | 1998 cm³                      | 1998 cm³                            | 1998 cm³                            | 1998 cm³                            |
| Motoraufladung                             | Turbolader                   | Turbolader                   | Turbolader                     | Turbolader                    | Turbolader                    | Turbolader                     | Turbolader                     | Turbolader                    | Turbolader                                    | Turbolader                    | Turbolader                                    | Turbolader                    | Turbolader                          | Turbolader                          | Turbolader                          |
| max. Leistung bei min−1                    | 75 kW (102 PS) bei 4100–6000 | 75 kW (102 PS) bei 3900–6500 | 75 kW (102 PS) bei 3900–6500   | 100 kW (136 PS) bei 4400–6000 | 100 kW (136 PS) bei 4500–6500 | 100 kW (136 PS) bei 4500–6500  | 131 kW (178 PS) bei 5000–5500  | 131 kW (178 PS) bei 5000–5500 | 141 kW (192 PS) bei 5000–6000                 | 141 kW (192 PS) bei 5000–6000 | 141 kW (192 PS) bei 5000–6000                 | 141 kW (192 PS) bei 5000–6000 | 170 kW (231 PS) bei 5000–6000       | 225 kW (306 PS) bei 5000–6250       | 225 kW (306 PS) bei 5000–6250       |
| max. Drehmoment bei min−1                  | 180 Nm bei 1250–3800         | 190 Nm bei 1380–3600         | 190 Nm bei 1380–3600           | 220 (230) 1 Nm bei 1250–4300  | 220 Nm bei 1580–4100          | 220 Nm bei 1580–4100           | 280 Nm bei 1350–4200           | 280 Nm bei 1350–4200          | 280 Nm bei 1250–4600 (300 Nm bei 1350–4500) 1 | 280 Nm bei 1350–4600          | 280 Nm bei 1250–4600 (300 Nm bei 1350–4500) 1 | 280 Nm bei 1350–4600          | 350 Nm bei 1450–4500                | 450 Nm bei 1750–4500                | 450 Nm bei 1750–4500                |
| Antriebsart, serienmäßig                   | Vorderradantrieb             | Vorderradantrieb             | Vorderradantrieb               | Vorderradantrieb              | Vorderradantrieb              | Vorderradantrieb               | Vorderradantrieb               | Allradantrieb (ALL4)          | Vorderradantrieb                              | Vorderradantrieb              | Allradantrieb (ALL4)                          | Allradantrieb (ALL4)          | Allradantrieb (ALL4)                | Allradantrieb (ALL4)                | Allradantrieb (ALL4)                |
| Getriebeart, serienmäßig                   | 6-Gang-Schaltgetriebe        | 6-Gang-Schaltgetriebe        | 6-Gang-Schaltgetriebe          | 6-Gang-Schaltgetriebe         | 6-Gang-Schaltgetriebe         | 6-Gang-Schaltgetriebe          | 6-Gang-Schaltgetriebe          | 8-Stufen-Automatikgetriebe    | 6-Gang-Schaltgetriebe                         | 6-Gang-Schaltgetriebe         | 6-Gang-Schaltgetriebe                         | 8-Stufen-Automatikgetriebe    | 6-Gang-Schaltgetriebe               | 8-Stufen-Automatikgetriebe          | 8-Stufen-Automatikgetriebe          |
| Leergewicht in kg                          | 1375 [1395]                  | 1395 [1420]                  |                                | 1375 [1395]                   | 1395 [1425]                   | [1435]                         | 1460 [1475]                    |                               | 1435 [1465]                                   | 1460 [1470]                   | 1525 [1535]                                   | 1555                          | 1550 [1565]                         | 1625                                | 1630                                |
| maximale Zuladung                          | 495 kg                       | 530 kg                       |                                | 495 kg                        | 530 kg                        |                                |                                |                               | 495 kg                                        | 530 kg                        | 505 kg                                        | 485 kg                        | 490 kg                              | 530 kg                              |                                     |
| Tankinhalt                                 | 48 l                         | 48 l                         | 48 l                           | 48 l                          | 48 l                          | 48 l                           | 48 l                           | 48 l                          | 48 l                                          | 48 l                          | 48 l                                          | 48 l                          | 48 l                                | 48 l                                | 48 l                                |
| Beschleunigung 0–100 km/h in s             | 11,1 [11,7]                  | 11,3 [11,6]                  | 11,3 [11,6]                    | 9,1 [9,1]                     | 9,2 [9,2]                     | 9,2 [9,2]                      | 7,3 [7,2]                      | 6,9                           | 7,2 [7,1]                                     | 7,3 [7,2]                     | 7,0 [6,9]                                     | 7,3                           | 6,3                                 | 4,9                                 | 4,9                                 |
| Höchstgeschwindigkeit in km/h              | 185                          | 185                          | 185                            | 205                           | 205                           | 205                            | 228                            | 228                           | 228                                           | 228                           | 225                                           | 225                           | 238                                 | 250                                 | 250                                 |
| Kraftstoffverbrauch auf 100 km, kombiniert | 5,1 [5,1] l Super Plus       | 5,8 [5,7] l Super Plus       | 5,6–5,8 [5,3–5,5] l Super Plus | 5,1 [5,1] l Super Plus        | 5,8 [5,7] l Super Plus        | 5,7–5,9 [5,3–5,6] l Super Plus | 6,4–6,6 [5,6–5,6] l Super Plus | 6,2–6,34 l Super Plus         | 6,2 [5,8] l Super Plus                        | 6,6 [5,8] l Super Plus        | 6,9 [6,3] l Super Plus                        | 6,4 l Super Plus              | 7,4 [6,8] l Super Plus              | 7,4 l Super Plus                    | 6,6–7,0 l Super Plus                |
| CO2-Emission, kombiniert in g/km           | 119 [119]                    | 131 [130]                    | 129–134 [122–127]              | 118 [118]                     | 131 [130]                     | 130–135 [122–127]              | 147–151 [128–132]              | 141–145                       | 144 [134]                                     | 151 [133]                     | 159 [146]                                     | 145                           | 168 [154]                           | 169                                 | 151–161                             |
| Abgasnorm nach EU-Klassifikation           | Euro 6                       | Euro 6d-TEMP                 | Euro 6d                        | Euro 6                        | Euro 6d-TEMP                  | Euro 6d                        | Euro 6d                        | Euro 6d                       | Euro 6                                        | Euro 6d-TEMP                  | Euro 6                                        | Euro 6d-TEMP                  | Euro 6                              | Euro 6d-TEMP                        | Euro 6d                             |

- Werte in [] gelten für Fahrzeuge mit Automatikgetriebe Steptronic.

##### Dieselmotoren
| Technische Daten                           | Mini One D Clubman      | Mini One D Clubman      | Mini One D Clubman         | Mini Cooper D Clubman    | Mini Cooper D Clubman    | Mini Cooper D Clubman      | Mini Cooper SD Clubman   | Mini Cooper SD Clubman     | Mini Cooper SD Clubman     | Mini Cooper SD Clubman ALL4 Steptronic | Mini Cooper SD Clubman ALL4 Steptronic | Mini Cooper SD Clubman ALL4 Steptronic |
| ------------------------------------------ | ----------------------- | ----------------------- | -------------------------- | ------------------------ | ------------------------ | -------------------------- | ------------------------ | -------------------------- | -------------------------- | -------------------------------------- | -------------------------------------- | -------------------------------------- |
| Bauzeitraum                                | 10/2015–03/2018         | 03/2018–07/2019         | 07/2019–07/2022            | 10/2015–03/2018          | 03/2018–11/2020          | 11/2020–02/2024            | 10/2015–03/2018          | 03/2018–11/2020            | 11/2020–07/2022            | 10/2015–03/2018                        | 03/2018–11/2020                        | 11/2020–07/2022                        |
| Motor                                      | Dieselmotor             | Dieselmotor             | Dieselmotor                | Dieselmotor              | Dieselmotor              | Dieselmotor                | Dieselmotor              | Dieselmotor                | Dieselmotor                | Dieselmotor                            | Dieselmotor                            | Dieselmotor                            |
| Zylinder/Ventile                           | 3/12                    | 3/12                    | 3/12                       | 4/16                     | 4/16                     | 4/16                       | 4/16                     | 4/16                       | 4/16                       | 4/16                                   | 4/16                                   | 4/16                                   |
| Hubraum                                    | 1496 cm³                | 1496 cm³                | 1496 cm³                   | 1995 cm³                 | 1995 cm³                 | 1995 cm³                   | 1995 cm³                 | 1995 cm³                   | 1995 cm³                   | 1995 cm³                               | 1995 cm³                               | 1995 cm³                               |
| Motoraufladung                             | Turbolader              | Turbolader              | Turbolader                 | Turbolader               | Turbolader               | Turbolader                 | Turbolader               | Turbolader                 | Turbolader                 | Turbolader                             | Turbolader                             | Turbolader                             |
| max. Leistung bei min−1                    | 85 kW (116 PS) bei 4000 | 85 kW (116 PS) bei 4000 | 85 kW (116 PS) bei 4000    | 110 kW (150 PS) bei 4000 | 110 kW (150 PS) bei 4000 | 110 kW (150 PS) bei 4000   | 140 kW (190 PS) bei 4000 | 140 kW (190 PS) bei 4000   | 140 kW (190 PS) bei 4000   | 140 kW (190 PS) bei 4000               | 140 kW (190 PS) bei 4000               | 140 kW (190 PS) bei 4000               |
| max. Drehmoment bei min−1                  | 270 Nm bei 1750–2250    | 270 Nm bei 1750–2250    | 270 Nm bei 1750–2250       | 330 Nm bei 1750–2500     | 350 Nm bei 1750–2500     | 350 Nm bei 1750–2500       | 400 Nm bei 1750–2500     | 360 Nm bei 1500–2750       | 400 Nm bei 1750–2500       | 400 Nm bei 1750–2500                   | 360 Nm bei 1500–2750                   | 400 Nm bei 1750–2500                   |
| Antriebsart, serienmäßig                   | Vorderradantrieb        | Vorderradantrieb        | Vorderradantrieb           | Vorderradantrieb         | Vorderradantrieb         | Vorderradantrieb           | Vorderradantrieb         | Vorderradantrieb           | Vorderradantrieb           | Allradantrieb (ALL4)                   | Allradantrieb (ALL4)                   | Allradantrieb (ALL4)                   |
| Getriebeart, serienmäßig                   | 6-Gang-Schaltgetriebe   | 6-Gang-Schaltgetriebe   | 6-Gang-Schaltgetriebe      | 6-Gang-Schaltgetriebe    | 6-Gang-Schaltgetriebe    | 6-Gang-Schaltgetriebe      | 6-Gang-Schaltgetriebe    | 8-Stufen-Automatikgetriebe | 8-Stufen-Automatikgetriebe | 8-Stufen-Automatikgetriebe             | 8-Stufen-Automatikgetriebe             | 8-Stufen-Automatikgetriebe             |
| Leergewicht in kg                          | 1395 [1420]             | 1445 [1460]             | 1465 [1480]                | 1395 [1435]              | 1470 [1505]              | [1545]                     | 1460 [1480]              | 1525                       |                            | 1540                                   | 1585                                   |                                        |
| maximale Zuladung                          | 505 kg                  | 530 kg                  | 525 kg                     | 515 kg                   | 530 kg                   |                            | 500 kg                   | 530 kg                     |                            | 515 kg                                 | 530 kg                                 |                                        |
| Tankinhalt                                 | 48 l                    | 48 l                    | 48 l                       | 48 l                     | 48 l                     | 48 l                       | 48 l                     | 48 l                       | 48 l                       | 48 l                                   | 48 l                                   | 48 l                                   |
| Beschleunigung 0–100 km/h in s             | 10,4 [10,4]             | 10,8 [10,8]             | 10,8 [10,8]                | 8,6 [8,5]                | 8,9 [8,6]                | 8,9 [8,6]                  | 7,4 [7,4]                | 7,6                        | 7,6                        | 7,2                                    | 7,4                                    | 7,4                                    |
| Höchstgeschwindigkeit in km/h              | 192                     | 192                     | 192                        | 212                      | 212                      | 212                        | 225                      | 225                        | 225                        | 222                                    | 222                                    | 222                                    |
| Kraftstoffverbrauch auf 100 km, kombiniert | 3,8 [3,9] l Diesel      | 4,3 [4,1] l Diesel      | 4,1–4,3 [4,0–4,2] l Diesel | 4,1 [4,1] l Diesel       | 4,3 [4,3] l Diesel       | 4,3–4,5 [4,3–4,5] l Diesel | 4,5 [4,3] l Diesel       | 4,5 l Diesel               | 4,3–4,5 l Diesel           | 4,8 l Diesel                           | 4,8 l Diesel                           | 4,6–4,7 l Diesel                       |
| CO2-Emission, kombiniert in g/km           | 99 [104]                | 112 [109]               | 107–112 [105–109]          | 109 [109]                | 112 [113]                | 113–118 [113–117]          | 119 [114]                | 119                        | 114–117                    | 126                                    | 127                                    | 121–124                                |
| Abgasnorm nach EU-Klassifikation           | Euro 6                  | Euro 6d-TEMP            | Euro 6d                    | Euro 6                   | Euro 6d-TEMP             | Euro 6d                    | Euro 6                   | Euro 6d-TEMP               | Euro 6d                    | Euro 6                                 | Euro 6d-TEMP                           | Euro 6d                                |

- Werte in [] gelten für Fahrzeuge mit Automatikgetriebe Steptronic.